# Carmenta ithacae
Carmenta ithacae là một loài bướm đêm thuộc họ Sesiidae. Nó được Beutenmüller miêu tả năm 1897. Nó được tìm thấy ở Bắc Mỹ, bao gồm Florida, Arizona, Illinois, Michigan, Nebraska, New York, Virginia và Wisconsin.
Con trưởng thành bay từ cuối tháng 6 đến tháng 7.
Ấu trùng ăn các loài composites like Helenium, cũng như Aster khác nhau.